# Silver Bowl 1984
Der Silver Bowl 1984 im Badminton fand im Juni 1984 in Melbourne statt. Es war die 20. Auflage der Turnierserie.

## Finalresultate
| Disziplin    | Sieger                        | Finalist                        | Ergebnis           |
| ------------ | ----------------------------- | ------------------------------- | ------------------ |
| Herreneinzel | Sze Yu                        | Eddy Hartono                    | 15–3, 16–17, 15–12 |
| Dameneinzel  | Toni Whittaker                | Claire Backhouse                | 11–4, 12-10        |
| Herrendoppel | Andy Goode Michael Scandolera | Armunanto Pranoto               | 15–4, 15–0         |
| Damendoppel  | Gillian Clark Maxine Evans    | Claire Backhouse Linda Cloutier | 15–9, 17–15        |